# Neuaufnahmen in das UNESCO-Kultur- und -Naturerbe 2010
Im Jahr 2010 fanden die folgenden Neuaufnahmen in das UNESCO-Kultur- und -Naturerbe statt.

## Welterbestätten
Auf der 34. Sitzung des Welterbekomitees vom 25. Juli bis zum 3. August 2010 in Brasilia wurden 21 Stätten in das Welterbe aufgenommen, darunter 15 Kulturstätten, fünf Naturstätten und drei gemischte Stätten.
| Vertragsstaat(en)   | Bezeichnung                                                                                         | Typ | Ref. | Anmerkungen |
| ------------------- | --------------------------------------------------------------------------------------------------- | --- | ---- | ----------- |
| Australien          | Australische Strafgefangenenlager (Lage)                                                            | K   | 1306 |             |
| Brasilien           | Platz São Francisco in der Stadt São Cristóvão (Lage)                                               | K   | 1272 |             |
| Frankreich          | Bischofsstadt Albi (Lage)                                                                           | K   | 1337 |             |
| Frankreich          | Gipfel, Talkessel und Hänge auf La Réunion (Lage)                                                   | N   | 1317 |             |
| Indien              | Jantar Mantar, Jaipur (Lage)                                                                        | K   | 1338 |             |
| Iran                | Ensemble Scheich Safi al-din Khānegāh und Schrein in Ardabil (Lage)                                 | K   | 1345 |             |
| Iran                | Historischer Basar-Komplex von Täbris (Lage)                                                        | K   | 1346 |             |
| Kiribati            | Meeresschutzgebiet Phoenixinseln (Lage)                                                             | N   | 1325 |             |
| Marshallinseln      | Nukleares Testgelände auf dem Bikini-Atoll (Lage)                                                   | K   | 1339 |             |
| Mexiko              | Camino Real de Tierra Adentro (Lage)                                                                | K   | 1351 |             |
| Mexiko              | Prähistorische Höhlen von Yagul und Mitla im Zentraltal von Oaxaca (Lage)                           | K   | 1352 |             |
| Niederlande         | Stadtviertel und Kanalsystem aus dem 17. Jahrhundert innerhalb der Singelgracht in Amsterdam (Lage) |     |      |             |
| Russland            | Putorana-Plateau (Lage)                                                                             | N   | 1234 |             |
| Saudi-Arabien       | Stadtteil At-Turaif in Ad-Dir’iyah (Lage)                                                           | K   | 1329 |             |
| Sri Lanka           | Zentrales Hochland von Sri Lanka (Lage)                                                             | N   | 1203 |             |
| Südkorea            | Historische Dörfer Koreas: Hahoe und Yangdong (Lage)                                                | K   | 1324 |             |
| Tadschikistan       | Proto-urbane Stätte von Sarazm (Lage)                                                               | K   | 1141 |             |
| Vereinigte Staaten  | Papahānaumokuākea (Lage)                                                                            | K/N | 1326 |             |
| Vietnam             | Zentralbereich der Kaiserlichen Zitadelle von Thang Long, Hanoi (Lage)                              | K   | 1328 |             |
| Volksrepublik China | Danxia-Landschaften (Lage)                                                                          | N   | 1335 |             |
| Volksrepublik China | Historische Stätten von Dengfeng „Zentrum von Himmel und Erde“ (Lage)                               | K   | 1305 |             |

Bei folgenden Stätten wurde eine signifikante Erweiterung vorgenommen:
| Vertragsstaat(en)                | Bezeichnung                                                                      | Typ | Ref. | Anmerkungen |
| -------------------------------- | -------------------------------------------------------------------------------- | --- | ---- | ----------- |
| Bulgarien                        | Nationalpark Pirin (Lage)                                                        | N   | 225  |             |
| Deutschland                      | Bergwerk Rammelsberg, Altstadt von Goslar und Oberharzer Wasserwirtschaft (Lage) | K   | 623  |             |
| transnational: Italien, Schweiz  | Monte San Giorgio (Lage)                                                         | N   | 1090 |             |
| Norwegen                         | Bergbaustadt Røros und Umgebung (Lage)                                           | K   | 55   |             |
| Österreich                       | Stadt Graz - Historisches Zentrum und Schloss Eggenberg (Lage)                   | K   | 931  |             |
| Rumänien                         | Kirchen der Moldau (Lage)                                                        | K   | 598  |             |
| transnational: Spanien, Portugal | Prähistorische Stätten der Felskunst im Côa-Tal und in Siega Verde (Lage)        | K   | 866  |             |
| Tansania                         | Schutzgebiet Ngorongoro (Lage)                                                   | K/N | 39   |             |